# مجموعة فيشغراد
مجموعة فيشغراد أو v4 هي تحالف ثقافي وسياسي لأربع دول في وسط أوروبا  وهم التشيك، المجر، بولندا وسلوفاكيا وهم جميعاً أعضاء في الاتحاد الأوروبي وحلف الناتو يهدف إلى تعزيز التعاون في المجال العسكري،الثقافي، الاقتصادي والطاقة فيما بينهم بالإضافة لتعزيز تكاملهم الأوروبي.
تعود أصول المجموعة إلى اجتماعات القمة لزعماء تشيكوسلوفاكيا والمجر وبولندا التي عقدت في قلعة فيسيغراد في 15 فبراير 1991. تم اختيار فيشغراد كموقع لاجتماع 1991 كإشارة مقصودة إلى مؤتمر القرون الوسطى في فيشغراد في عام 1335 بين جون الأول ملك بوهيميا وتشارلز الأول ملك المجر وكازيمير الثالث ملك بولندا.
بعد تفكك تشيكوسلوفاكيا في عام 1993، أصبحت جمهورية التشيك وسلوفاكيا عضوين مستقلين في المجموعة، وبالتالي زاد عدد الأعضاء من ثلاثة إلى أربعة. انضم جميع أعضاء مجموعة فيشغراد الأربعة إلى الاتحاد الأوروبي في 1 مايو 2004.

## خلفية تاريخية
تم اشتقاق اسم المجموعة ومكان الاجتماع المختار من مؤتمر فيسيغراد 1335 الذي عقده الحكام البوهيميون ( التشيك ) والبولنديون والمجريون في فيسيغراد. وافق تشارلز الأول ملك المجر، وكاسيمير الثالث ملك بولندا، وجون من بوهيميا على إنشاء طرق تجارية جديدة لتجاوز مدينة فيينا، وهي ميناء أساسي، تتطلب تفريغ البضائع وعرضها للبيع في المدينة قبل بيعها في مكان آخر.، والحصول على وصول أسهل إلى الأسواق الأوروبية الأخرى. كما تم تأكيد الاعتراف بالسيادة التشيكية على دوقية سيليزيا. عقد المؤتمر الثاني في عام 1339 وقرر أنه إذا مات كازيمير الثالث ملك بولندا بدون ابن، وهو ما حدث بالفعل، فإن ملك بولندا سيكون ابن تشارلز الأول ملك المجر، لويس الأول ملك المجر.
منذ القرن الخامس عشر الميلادي، أصبحت أجزاء كبيرة من البلدان الحالية جزءًا من ملكية هابسبورغ ومقرها فيينا أو تأثرت بها حتى نهاية الحرب العالمية الأولى وحل الإمبراطورية النمساوية المجرية التي كانت تحكم هابسبورغ. بعد الحرب العالمية الثانية، أصبحت البلدان دولًا تابعة للاتحاد السوفيتي، مثل جمهورية بولندا الشعبية، ال جمهورية المجر الشعبية و ال جمهورية التشيكوسلوفاكية الاشتراكية. في عام 1989، أدى سقوط جدار برلين وسقوط الشيوعية في وسط وشرق أوروبا إلى تمكين البلدان الثلاثة من تبني الرأسمالية والديمقراطية. في ديسمبر 1991، كان سيحدث سقوط الاتحاد السوفيتي. تأسست مجموعة فيشغراد في 15 فبراير 1991.

## الاقتصاديات

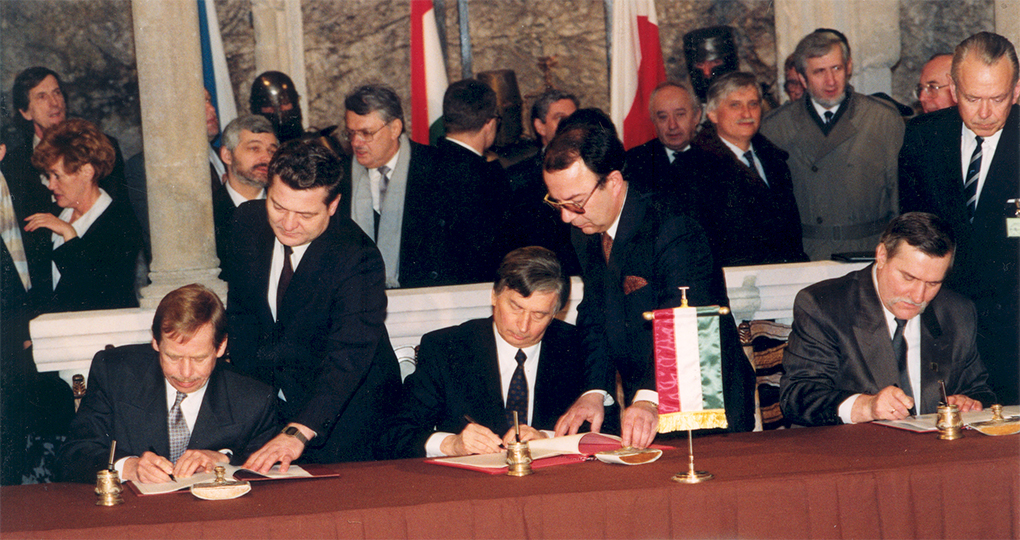
حفل توقيع مجموعة فيشغراد في فبراير 1991

جميع الدول الأربع في مجموعة فيشغراد هي دول ذات دخل مرتفع مع مؤشر تنمية بشرية مرتفع للغاية. تمتعت بلدان V4 بنمو اقتصادي مطرد إلى حد ما لأكثر من قرن. في عام 2009، اعتمدت سلوفاكيا اليورو كعملة رسمية لها وهي العضو الوحيد في المجموعة الذي يقوم بذلك.
إذا تم اعتبارها دولة قومية واحدة، فإن الناتج المحلي الإجمالي لمجموعة فيشغراد سيكون الرابع في الاتحاد الأوروبي والخامس في أوروبا والخامس عشر في العالم. من حيث الصادرات والواردات، يحتل محرك V4 المرتبة الأولى ليس فقط في أوروبا، ولكن أيضًا في العالم (الرابع في الاتحاد الأوروبي، والخامس في أوروبا، والثامن في العالم).
استنادًا إلى الأرقام المقدرة لنصيب الفرد من الناتج المحلي الإجمالي لعام 2020، فإن الدولة الأكثر تقدمًا في المجموعة هي جمهورية التشيك (40858 دولارًا أمريكيًا للفرد)، تليها سلوفاكيا (38321 دولارًا أمريكيًا للفرد)، المجر (35941 دولارًا أمريكيًا للفرد) الفرد) وبولندا (35651 دولارًا للفرد). يقدر متوسط الناتج المحلي الإجمالي (PPP) في عام 2019 للمجموعة بأكملها بحوالي 34,865 دولارًا أمريكيًا.
داخل الاتحاد الأوروبي، فإن دول V4 مؤيدة للطاقة النووية، وتسعى لتوسيع أو إنشاء (في حالة بولندا) صناعة طاقة نووية. لقد سعوا لمواجهة ما يرون أنه تحيز ضد الطاقة النووية داخل الاتحاد الأوروبي، معتقدين أن بلادهم ستستفيد من الطاقة النووية.

### الجمهورية التشيكية

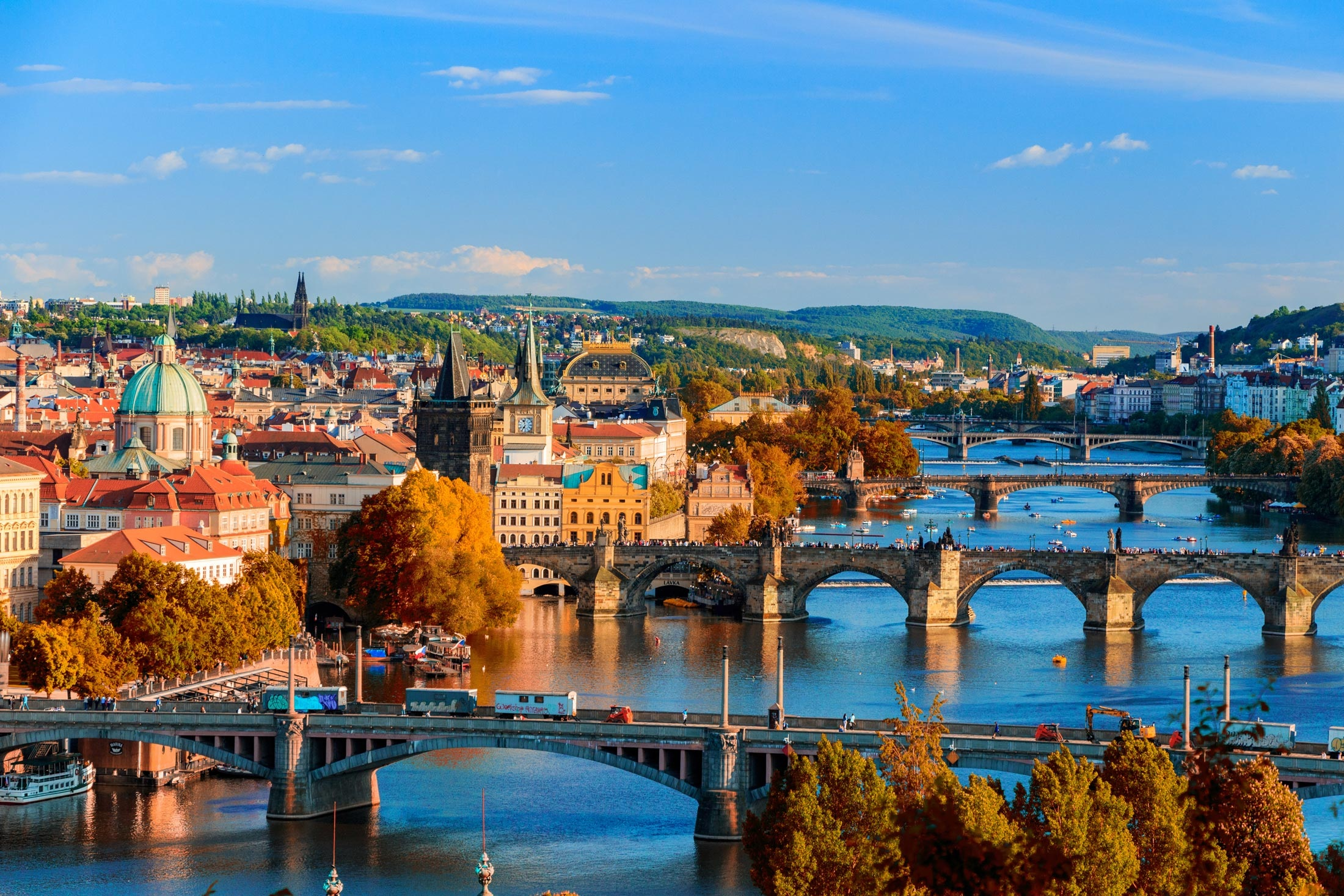
براغ، جمهورية التشيك

يعد اقتصاد جمهورية التشيك ثاني أكبر اقتصاد في المجموعة (إجمالي الناتج المحلي تعادل القوة الشرائية يبلغ 432.346 مليار دولار أمريكي، ويحتل المرتبة 36 في العالم).
ضمن V4، تمتلك جمهورية التشيك أعلى مؤشر للتنمية البشرية، مؤشر رأس المال البشري، نصيب الفرد من الناتج المحلي الإجمالي الاسمي  بالإضافة إلى الناتج المحلي الإجمالي عند تعادل القوة الشرائية للفرد.

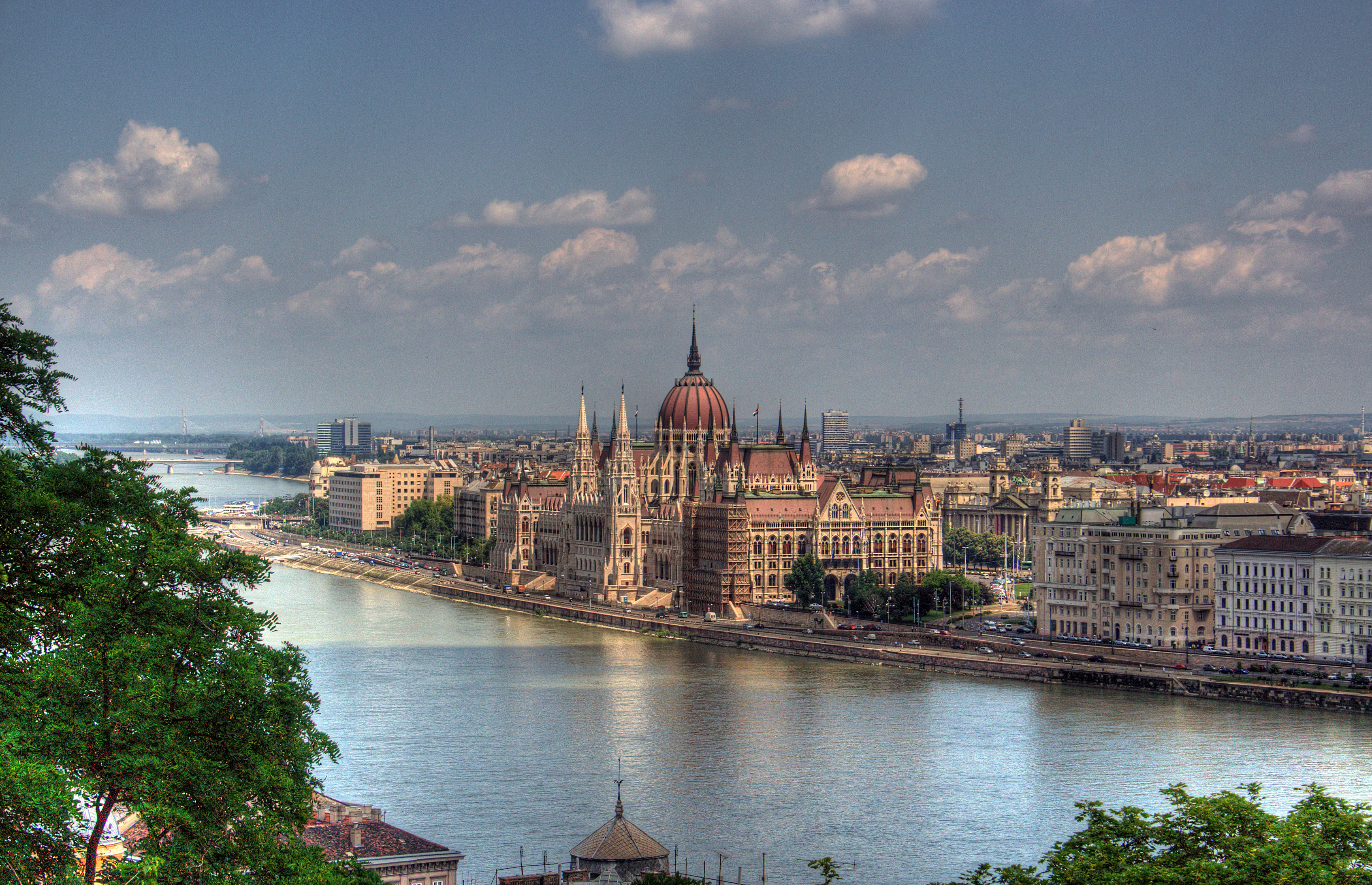
بودابست، المجر

المجر لديها ثالث أكبر اقتصاد في المجموعة (إجمالي الناتج المحلي 350.000 مليار دولار أمريكي، 53 في العالم). كانت المجر واحدة من أكثر الاقتصادات تطوراً في الكتلة الشرقية. مع حوالي 18 مليار دولار من الاستثمار الأجنبي المباشر (FDI) منذ عام 1989، اجتذبت المجر أكثر من ثلث إجمالي الاستثمار الأجنبي المباشر في وسط وشرق أوروبا، بما في ذلك الاتحاد السوفيتي السابق. من هذا، جاء حوالي 6 مليارات دولار من الشركات الأمريكية. الآن هي دولة صناعية زراعية. الصناعات الرئيسية هي الهندسة والهندسة الميكانيكية (السيارات والحافلات) والصناعات الكيماوية والكهربائية والنسيجية والصناعات الغذائية. شكل قطاع الخدمات 64 ٪ من الناتج المحلي الإجمالي في عام 2007 ودوره في الاقتصاد المجري ينمو باطراد.[بحاجة لمصدر]
القطاعات الرئيسية للصناعة المجرية هي الصناعة الثقيلة (التعدين، المعادن، إنتاج الآلات والصلب)، إنتاج الطاقة، الهندسة الميكانيكية، الكيماويات، صناعة الأغذية، وإنتاج السيارات. تعتمد الصناعة بشكل أساسي على صناعة المعالجة و (بما في ذلك البناء) شكلت 29.32٪ من الناتج المحلي الإجمالي في عام 2008. الصناعة الرائدة هي الآلات، تليها الصناعة الكيميائية (إنتاج البلاستيك، والمستحضرات الصيدلانية)، في حين يبدو أن صناعة التعدين والتعدين والمنسوجات قد فقدت أهميتها في العقدين الماضيين. على الرغم من الانخفاض الكبير في العقد الماضي، لا تزال صناعة الأغذية تساهم بنسبة تصل إلى 14٪ من إجمالي الإنتاج الصناعي وتبلغ 7-8٪ من صادرات البلاد.
شكلت الزراعة 4.3 ٪ من الناتج المحلي الإجمالي في عام 2008 وشغل إلى جانب صناعة المواد الغذائية ما يقرب من 7.7 ٪ من القوى العاملة.
توظف السياحة ما يقرب من 150 ألف شخص وبلغ إجمالي الدخل من السياحة 4 مليارات يورو في عام 2008. تعد بحيرة بالاتون واحدة من أفضل الوجهات السياحية في المجر، وهي أكبر بحيرة للمياه العذبة في أوروبا الوسطى، حيث زارها 1.2 مليون زائر في عام 2008. المنطقة الأكثر زيارة هي بودابست. جذبت العاصمة المجرية 3.61 مليون زائر في عام 2008. احتلت المجر المرتبة 24 في العالم الأكثر زيارة في عام 2011.

### بولندا

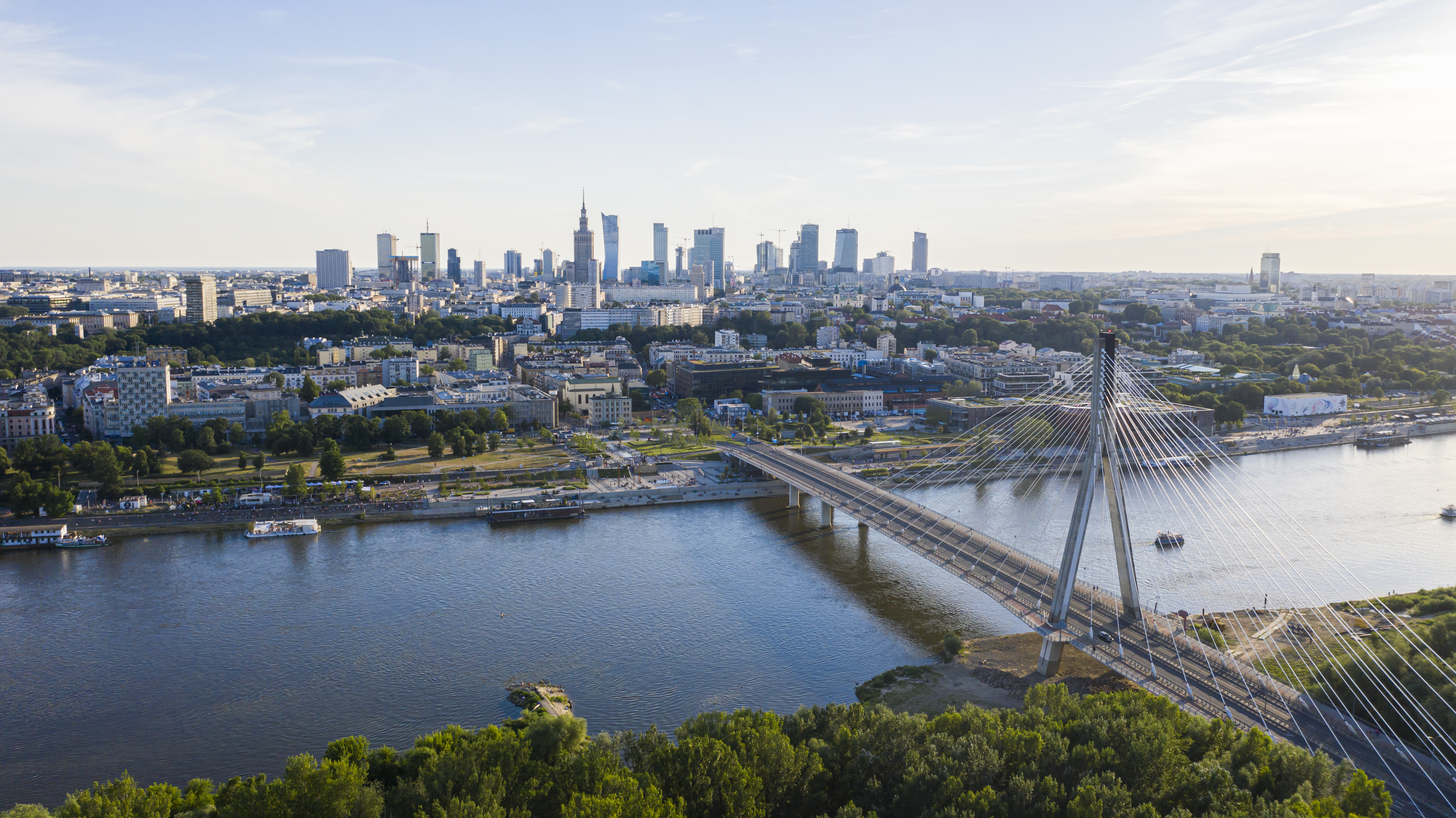
وارسو، بولندا

تمتلك بولندا أكبر اقتصاد في المنطقة ( إجمالي الناتج المحلي تعادل القوة الشرائية يبلغ 1.353 تريليون دولار أمريكي، المرتبة 22 في العالم). وفقًا للأمم المتحدة والبنك الدولي، فهي بلد مرتفع الدخل يتمتع بنوعية حياة عالية ومستوى معيشي مرتفع للغاية. يعد الاقتصاد البولندي سادس أكبر اقتصاد في الاتحاد الأوروبي وأحد أسرع الاقتصادات نموًا في أوروبا، حيث بلغ معدل النمو السنوي أكثر من 3.0٪ بين عامي 1991 و 2019. بولندا هي العضو الوحيد في الاتحاد الأوروبي الذي تجنب حدوث انخفاض في الناتج المحلي الإجمالي خلال فترة الركود في أواخر العقد الأول من القرن الحادي والعشرين، وفي عام 2009، حقق معظم نمو الناتج المحلي الإجمالي لجميع دول الاتحاد الأوروبي. لم يدخل الاقتصاد البولندي في حالة ركود ولم يتقلص. وفقًا لمكتب الإحصاء المركزي البولندي، كان معدل النمو الاقتصادي البولندي 4.3٪ في عام 2011، وهي أفضل نتيجة في الاتحاد الأوروبي بأكمله. أكبر مكون لاقتصادها هو قطاع الخدمات (67.3٪)، يليه الصناعة (28.1٪) والزراعة (4.6٪). منذ زيادة الاستثمار الخاص والمساعدة التمويلية من الاتحاد الأوروبي، تطورت البنية التحتية في بولندا بسرعة.
الصناعات الرئيسية في بولندا هي التعدين والآلات ( السيارات والحافلات والسفن ) والتعدين والكيماويات والسلع الكهربائية والمنسوجات وتجهيز الأغذية. ينمو قطاعا التكنولوجيا المتقدمة وتكنولوجيا المعلومات أيضًا بمساعدة مستثمرين مثل جوجل وتوشيبا وديل وجنرال إلكتريك ومجموعة إل جي وشارب (شركة). تعد بولندا منتجًا للعديد من الأجهزة والمكونات الإلكترونية.

### سلوفاكيا

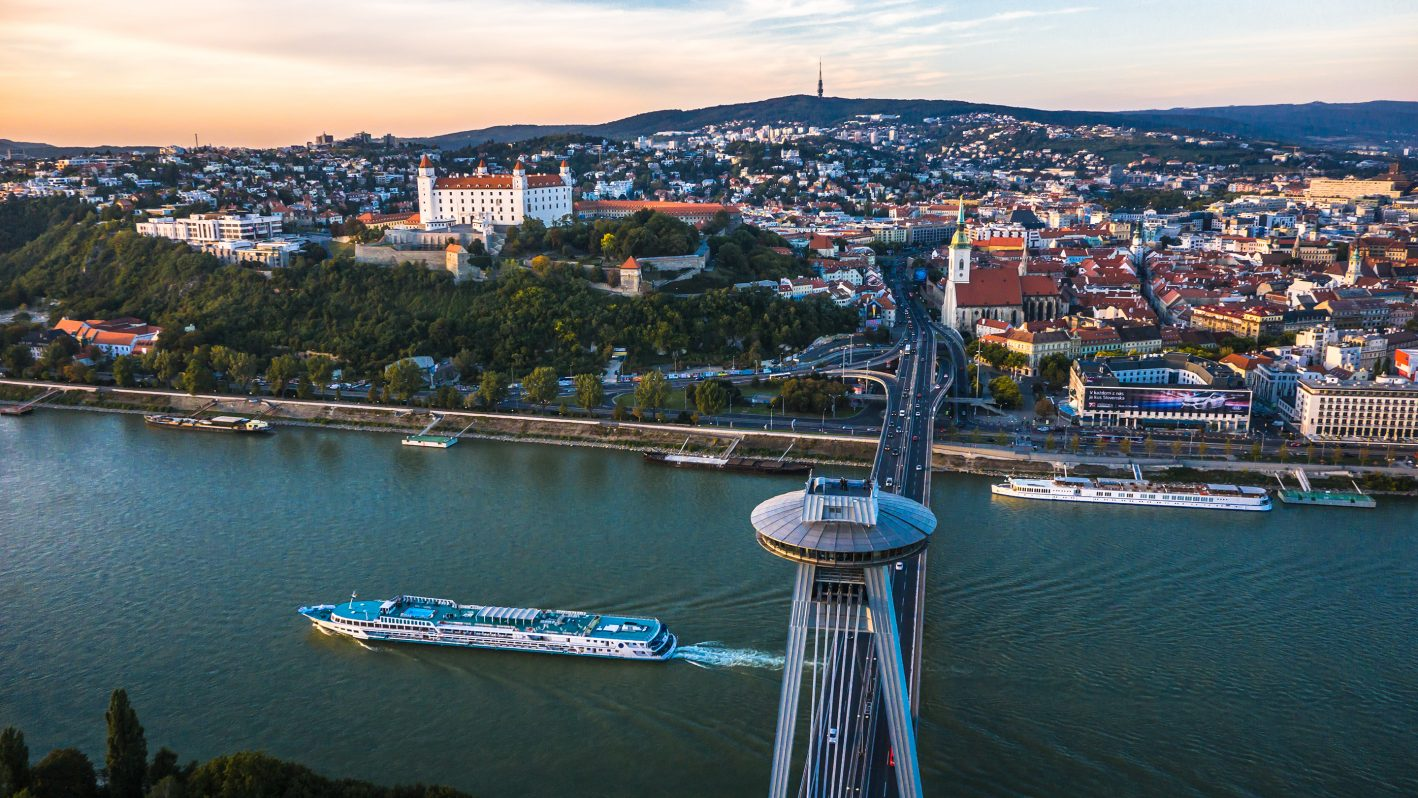
براتيسلافا، سلوفاكيا

أصغر اقتصاد V4، لكنه لا يزال قويًا بشكل كبير هو اقتصاد سلوفاكيا (إجمالي الناتج المحلي 209.186 مليار دولار أمريكي، 68 في العالم).

## التركيبة السكانية
يبلغ عدد السكان 64301.710 نسمة، وهو ما سيحتل المرتبة 22 في العالم والرابعة في أوروبا (مشابه جدًا في الحجم لفرنسا أو إيطاليا أو المملكة المتحدة) إذا كان V4 بلدًا واحدًا. يعيش معظم الناس في بولندا (38 مليونًا)، تليها جمهورية التشيك (ما يقرب من 11 مليونًا)،  المجر (ما يقرب من 10 ملايين)  وسلوفاكيا (5.5 مليون).

### عواصم V4
- وارسو (بولندا) - 1.790.658 نسمة (المترو - 3.105.883)
- بودابست (المجر) - 1,779,361 نسمة (مترو - 3,303,786)
- براغ (جمهورية التشيك) - 1,318,688 نسمة (المترو - 2647308)
- براتيسلافا (سلوفاكيا) - 432,801 نسمة (المترو - 659,578)

## المبادرات

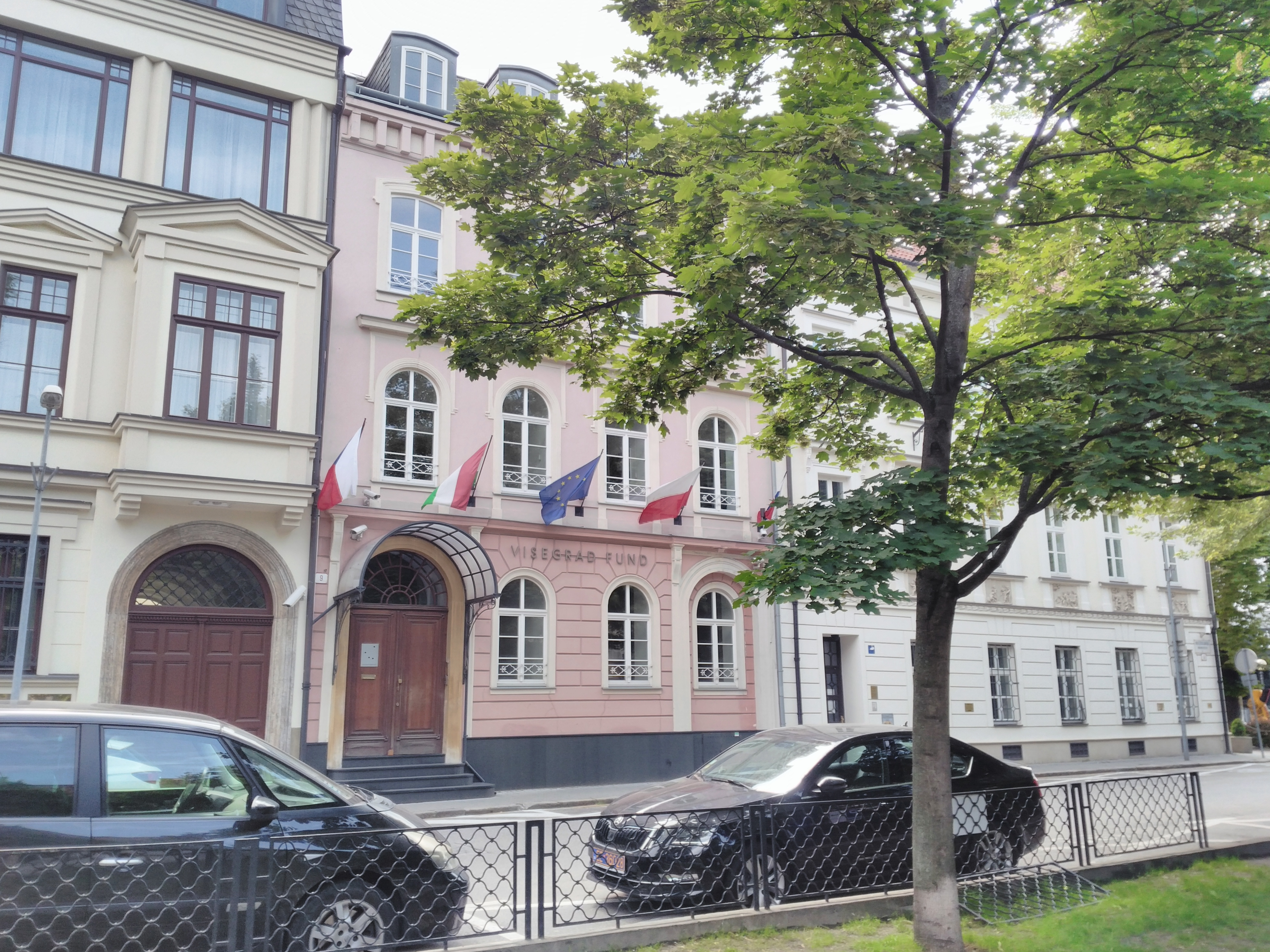
مبنى صندوق فيشغراد في براتيسلافا.

### صندوق فيشغراد الدولي
صندوق فيشغراد الدولي (IVF) هو الشكل المؤسسي الوحيد للتعاون الإقليمي لدول مجموعة فيشغراد.
الهدف الرئيسي للصندوق هو تعزيز الروابط بين الناس والمؤسسات في وسط وشرق أوروبا من خلال تقديم الدعم للمبادرات الإقليمية غير الحكومية.[بحاجة لمصدر]

### التعاون الدفاعي

#### مجموعة القتال فيشغراد
في 12 مايو 2011، قال وزير الدفاع البولندي بوجدان كليش إن بولندا ستقود مجموعة قتالية جديدة تابعة للاتحاد الأوروبي تابعة لمجموعة فيشغراد. تم اتخاذ القرار في اجتماع وزراء دفاع V4 في ليفوتشا، سلوفاكيا، وأصبحت المجموعة القتالية جاهزة للعمل وتم وضعها في وضع الاستعداد في النصف الأول من عام 2016. كما اتفق الوزراء على أن جيوش V4 يجب أن تجري تدريبات منتظمة تحت رعاية قوة الرد التابعة لحلف شمال الأطلسي، على أن يتم إجراء أول تدريب من هذا القبيل في بولندا في عام 2013. ضمت مجموعة القتال أعضاء V4 وأوكرانيا. سيتم تشكيل مجموعة أخرى من طراز V4 EU مجموعة القتال في الفصل الدراسي الثاني من عام 2019.

#### مجالات التعاون الأخرى
في 14 مارس 2014، رداً على التدخل العسكري الروسي في أوكرانيا عام 2014، تم التوقيع على ميثاق لهيئة عسكرية مشتركة داخل الاتحاد الأوروبي. تحدد خطة العمل اللاحقة مجالات التعاون الأخرى هذه:
- التخطيط الدفاعي
- التدريبات والتمارين المشتركة
- المشتريات المشتركة وصناعة الدفاع
- التربية العسكرية
- حماية المجال الجوي المشترك
- تنسيق المواقف
- خطة تواصل

### معهد براءات الاختراع فيشغراد
يهدف المعهد، الذي تم إنشاؤه بموجب اتفاقية موقعة في براتيسلافا في 26 فبراير 2015، إلى العمل كإدارة للبحث الدولي (ISA) وإدارات الفحص التمهيدي الدولي (IPEA) بموجب معاهدة التعاون بشأن البراءات (PCT) اعتبارًا من 1 يوليو 2016.

## علاقات الجوار

### الإتحاد الأوربي
كان جميع أعضاء V4 من الدول الأعضاء في الاتحاد الأوروبي منذ توسع الاتحاد الأوروبي في عام 2004، وكانوا أعضاء في منطقة شنغن منذ عام 2007.

#### النمسا

الدول المشاركة في تنسيق Austerlitz. (من الشمال إلى الجنوب: جمهورية التشيك، سلوفاكيا، النمسا.)

النمسا هي الجار الجنوبي الغربي لمجموعة فيشغراد. أطلقت جمهورية التشيك وسلوفاكيا والنمسا تنسيق اوسترليتز للبلدان الثلاثة في أوائل عام 2015. عُقد الاجتماع الأول بهذا الشكل في 29 يناير 2015 في سلافكوف أو برنا (Austerlitz) في جمهورية التشيك. أكد بيتر درولاك، نائب وزير خارجية جمهورية التشيك، أن تنسيق اوسترليتز لم يكن منافسًا، ولكنه إضافة إلى مجموعة فيشغراد.
أعربت قيادة حزب الحرية النمساوي، الشريك الأصغر في الحكومة الائتلافية النمساوية السابقة، عن استعدادها للتعاون الوثيق مع مجموعة فيشغراد. يريد المستشار وزعيم حزب الشعب النمساوي، سيباستيان كورتس، أن يقوم بدور بناء الجسور بين الشرق والغرب.

#### ألمانيا
ألمانيا، الجار الغربي لمجموعة فيشغراد، شريك اقتصادي رئيسي للمجموعة والعكس صحيح. اعتبارًا من عام 2018، أصبحت تدفقات التجارة والاستثمار الألمانية مع V4 أكبر مما كانت عليه مع الصين.

#### رومانيا
في 24 أبريل 2015، أنشأت بلغاريا ورومانيا وصربيا مجموعة كرايوفا. جاءت الفكرة من فيكتور بونتا، رئيس الوزراء الروماني آنذاك، الذي قال إنه مستوحى من مجموعة فيشغراد. انضمت اليونان إلى المجموعة في أكتوبر 2017.
تمت دعوة رومانيا للمشاركة في مجموعة فيشغراد في مناسبات سابقة. ومع ذلك، فقد نظر العديد من السياسيين الرومانيين إلى هذا الاحتمال بتشكك، حيث تختلف السياسات غير الليبرالية للمجموعة عن الاتجاه الروماني الأكثر تأييدًا لأوروبا.

### خارج الاتحاد الأوروبي
تقع المجر وبولندا وسلوفاكيا على حدود أوكرانيا من الشرق. بالإضافة إلى ذلك، تحد بولندا روسيا البيضاء وإقليم كالينينغراد الروسي إلى الشمال الشرقي. جمهورية التشيك محاطة بالكامل بأعضاء الاتحاد الأوروبي الآخرين. تقع المجر على الحدود مع صربيا، المرشحة للانضمام إلى الاتحاد الأوروبي، في الجنوب.

#### أوكرانيا
أوكرانيا، الجارة الشرقية لـ V4 وليست عضوًا في الاتحاد الأوروبي، هي واحدة من أكبر المتلقين لدعم صندوق فيشغراد الدولي وتتلقى المساعدة من فيشغراد لتطلعاتها إلى التكامل الأوروبي. انضمت أوكرانيا إلى منطقة التجارة الحرة العميقة والشاملة مع الاتحاد الأوروبي.

## روابط خارجية
- الموقع الرسمي